# Dnepr-1
Dnepr (ukrajinsko Дніпро, latinizirano: Dnipró; rusko Днепр, latinizirano: Dnepr - po reki Dneper) je nosilna raketa za enkratno uporabo, ki je zasnovana na podlagi medcelinske balistične rakete R-36. Na voljo je okrog 150 medcelinskih balističnih raket, ki se jih da predelati v Dnepr raketo. Prva izstrelitev je bil 21. aprila 1999. Do leta 2014 so izstrelili dvajset raket, od tega eno neuspešno. Rakete se lahko izstreljuje iz Bajkonurja ali pa izstrelišča Dombarovski.
Raketa je visoka 34,3 metrov in široka 3 metre. Masa ob izstrelitvi je 211 ton. Osnovni model lahko vtiri 3600 kilogramov v 300 km visoko nizkozemeljsko orbito z naklonom 50,6°. Tipično ima raketa en velik satelit in sekundarne tovore, kot so mini sateliti.